# Relación de energía libre
La relación de energía libre (o relación lineal de energía de Gibbs), en química orgánica física, relaciona el logaritmo de una constante de velocidad de reacción o una constante de equilibrio para una serie de reacciones, con el logaritmo de la constante de equilibrio o de velocidad para una serie relacionada de reacciones. Estableciendo unas relaciones de energía libre ayuda al entendimiento de los mecanismos de reacciones para una reacción química y permite la predicción de velocidades de reacción y de constantes de equilibrio.
La forma más común de relaciones de energía libre son las relaciones lineales de energía libre. Se pueden presentar una serie de ejemplos:
- La ecuación de la catálisis de Brønsted describe la relación entre la constante de ionización de una serie de catalizadores y la constante de velocidad de reacción para una reacción en la que opera el catalizador.
- La ecuación de Hammett predice la constante de equilibrio o velocidad de reacción de una «constante de sustituyente» y una «constante de tipo de reacción».
- La ecuación de Edwards relaciona el poder nucleófilo con la «polarizabilidad» y la «basicidad» de la reacción.

La ecuación de Marcus es un ejemplo de relación cuadrática de energía libre.
La Unión Internacional de Química Pura y Aplicada (IUPAC) ha sugerido que este nombre debería ser reemplazado por la de relación lineal de energía de Gibbs, pero aún hay pocas señales de aceptación de este cambio. El área de la química orgánica física que se ocupa de tales relaciones se conoce comúnmente como «relaciones lineales de energía libre».